# 2006年自由民主党总裁选举
2006年自由民主黨總裁選舉是日本自由民主黨（自民黨）在2006年9月20日舉行，選出接替任期屆滿的小泉純一郎擔任總裁的人選。
小泉純一郎於2001年當選自民黨總裁，2003年當選連任。早在第二屆任期完結前一年（2005年），小泉已公開表示不會尋求第三次連任，為這次選戰掀開序幕。同年9月11日，自民黨在眾議院選舉中大勝，小泉也因此第三次就任首相，並籌組其退任總裁前最後一個內閣（第三次小泉內閣）。當時傳媒按內閣人選，推測麻生太郎、谷垣禎一、福田康夫和安倍晉三繼任總裁的呼聲最高，其後更組合四人的名稱，簡稱為「麻垣康三」，成為一個廣泛使用的詞語。
四人之中，傳媒初期均推測擔任內閣官房長官的安倍晉三最有機會繼任總裁，而沒有職務的福田康夫則居次位。但安倍和福田同屬森派，曾有人預料兩人之爭會導致森派的分裂。最終福田決定放棄參選，令森派一致支持安倍晉三，結果安倍以壓倒性的姿態當選總裁。

## 相關人物

### 候選人及其推薦人
| 候選人名稱 （所屬派閥） | 候選人代表   | 選舉責任者 | 推薦人（排名不分先後） | 推薦人（排名不分先後） | 推薦人（排名不分先後） | 推薦人（排名不分先後） | 推薦人（排名不分先後） | 推薦人（排名不分先後） |
| ----------------------- | ------------ | ---------- | ---------------------- | ---------------------- | ---------------------- | ---------------------- | ---------------------- | ---------------------- |
| 安倍晉三 （森派）       | 柳澤伯夫     | 甘利明     | 赤城德彦               | 有村治子               | 石原伸晃               | 泉信也                 | 江崎鐵磨               | 小野清子               |
| 安倍晉三 （森派）       | 柳澤伯夫     | 甘利明     | 大野功統               | 笹川堯                 | 新藤義孝               | 谷川秀善               | 長島忠美               | 西川公也               |
| 安倍晉三 （森派）       | 柳澤伯夫     | 甘利明     | 南野知惠子             | 松岡利勝               | 溝手顯正               | 森喜朗                 | 山口泰明               | 山本有二               |
| 谷垣禎一 （谷垣派）     | 田野瀨良太郎 | 野田毅     | 逢澤一郎               | 阿部正俊               | 井澤京子               | 稻葉大和               | 小里泰弘               | 加治屋義人             |
| 谷垣禎一 （谷垣派）     | 田野瀨良太郎 | 野田毅     | 加藤紘一               | 加納時男               | 岸宏一                 | 後藤田正純             | 佐藤勉                 | 清水鴻一郎             |
| 谷垣禎一 （谷垣派）     | 田野瀨良太郎 | 野田毅     | 土井真樹               | 中谷元                 | 原田令嗣               | 三矢憲生               | 村上誠一郎             | 山本公一               |
| 麻生太郎 （河野派）     | 鴻池祥肇     | 鳩山邦夫   | 淺野勝人               | 稻田朋美               | 岩屋毅                 | 江渡聰德               | 遠藤宣彦               | 太田豐秋               |
| 麻生太郎 （河野派）     | 鴻池祥肇     | 鳩山邦夫   | 鍵田忠兵衛             | 椎名一保               | 鈴木俊一               | 鈴木恒夫               | 戶井田徹               | 西川京子               |
| 麻生太郎 （河野派）     | 鴻池祥肇     | 鳩山邦夫   | 原田義昭               | 馬渡龍治               | 松本純                 | 松山政司               | 三原朝彦               | 森英介                 |

### 放棄參選人士
- 福田康夫（森派）
- 額賀福志郎（津島派）

## 日程
（均為2006年）
- 7月11日：決定及公佈選舉日期
- 7月12日：選舉人登記
- 8月23日－25日：公開選舉人名冊
- 8月28日：確定選舉人名冊
- 9月8日：（競選活動開始）
  - 公佈候選人名單
  - 候選人出席記者招待會
- 9月9日：
  - 候選人就政綱進行演說
  - 候選人進行街頭演說
- 9月11日：候選人出席公開討論（日本記者協會舉辦）
- 9月13日：候選人進行兩場街頭演說（北海道札幌市大通西4丁目、大阪阪急茨木市站西口）
- 9月14日：
  - 候選人出席公開討論（青年局舉辦）
  - 候選人進行街頭演說
- 9月15日：候選人出席打造新日本國民會議
- 9月19日：黨員投票截止日期
- 9月20日：
  - 議員進行投票
  - 總開票
  - 兩會議員會議（代黨大會）
- 9月30日：總裁任期完結之日

## 開票結果
- 粗體為當選者

|          | 議員票 | 黨員票 | 總得票 |
| -------- | ------ | ------ | ------ |
| 安倍晉三 | 267票  | 197票  | 464票  |
| 谷垣禎一 | 66票   | 36票   | 102票  |
| 麻生太郎 | 69票   | 67票   | 136票  |
| 總數     | 402票  | 300票  | 702票  |

- 議員票有一廢票，投給安倍晉三的父親安倍晉太郎（其已於1991年過世）。

## 外部連結
- （日語）2006年自民黨總裁選舉官方網站